# 长笛
长笛是现代管弦乐和室内乐中主要的高音旋律乐器，外型是一根开有数个音孔的圆柱型长管。早期的长笛是乌木或椰木制，现代多使用金属的材质，比如普通的镍银合金到专业型的银合金，金（9K、14K、18K、24K）以及白金等，也有表演者使用特殊的玻璃长笛。传统木质长笛的音色特点是圆润、温暖、细腻，而金属长笛的音色就比较明亮宽广。不同材料的长笛完全根据演奏者的爱好选择。
到了海頓那個年代（1732-1809年），長笛已成為管弦樂團中不可或缺的一員。19世紀初葉是改善長笛的重要時期，原因是德國人貝姆（Theobald Boehm）發明了連動按鍵原理，後於1832年發明了開閉笛孔的機械裝置。1847年並將長笛的管型改良成為圓柱形，使其音色更均勻，音域也更為寬廣，演奏者也更容易吹奏出半音階，此一突破鞏固了長笛在樂團中的地位，也使得長笛獨奏曲大為增加，他的長笛比先前的長笛樂器的音色更強，更均勻，奠定了現代長笛的基礎。貝姆除了因改良長笛著名外，他還做了許多長笛獨奏曲，曲式包括變奏曲、幻想曲，並且改編許多曲式給中音長笛。後來亦用於單簧管、雙簧管與低音管。
許多著名作曲家皆曾為長笛譜下動人的曲子。最有名的是巴哈的B小調組曲，莫札特的長笛協奏曲，貝多芬的長笛、小提琴、中提琴組成的小夜曲和德布西的長笛獨奏曲。
現代管絃樂團通常配備兩名長笛手，負責不同聲部，但有時亦用於合奏，吹同樣的聲部。若需要明亮刺耳的高音時，第二長笛手亦須負責吹奏短笛（比長笛高八度）。
長笛可配合絃樂組獨立吹奏，加上它的音色極富變化，故成為獨奏樂器首選。高音部分明亮清朗，低音部則空洞低沈。

## 长笛的历史与发展
长笛是现代已知的乐器家族中最古老的成员之一，“笛”这种称呼被古人用来统称其他所有的管型乐器，包括各种横笛和竖笛，而并不体现他们之间的差异。
石器时代的人们因为不满足于苇管单调的声音，所以在野兽的腿骨上打上洞，制造出的就是最原始的笛子——骨笛；现代长笛的祖先，并不同于现在的其他一些笛子。尖头笛和鸟嘴笛通常被认为是现代长笛真正的祖先，但这两者本身同长笛并没有直接的关系。在十七世纪前就已经相当流行的尖头笛，它本身的前身是一种古竖笛——一种结构简单，管身有音孔，同时又有音键的竖笛，靠簧片发声。这种小笛子在民间很流行，现在依然能找到它的变种。长笛另一个近亲祖先就是横笛，它的祖先是从亚洲流传而来的芦笛。横笛的特点是它已经不使用簧片，而是在管身侧面打开一个“吹口”，更接近于今天的长笛，但是横笛在十七世纪前的地位却是远远在竖笛之下，十七世纪后，横笛的优点才渐渐地被肯定，成为乐队中稳固的成员。而尖头笛本身的特点决定了自身的发展有限，在横笛日趋流行的时期，尖头笛慢慢地退出了历史的舞台，现在只有在古老的乐曲和博物馆中才能找到了。
横笛不同于尖头笛的没落，横笛在发展过程中不断得到种种改进。音孔和音键的数量慢慢地增加到现代长笛的标准，并且设计出了分节的笛身——这种新的设计使得调音变得更容易。长笛必须的机械结构也得到逐步的增加，结构与今天的长笛已经十分的类似。
其中与现代长笛最接近的是一种老式D调德国长笛，据记载这种德国长笛大约在1667年左右在管弦乐队中出现，自从芦笛从亚洲传入欧洲后，德国就是成为其发展的中心，德国长笛的名称也因此而来，不过这种德国长笛本身没有得到进一步发展，直到20世纪初，仍然保留了原来的特点和用途。这种德国长笛后曾在法国得到一些发展，之后传回了德国，德国的长笛演奏家兼数学家特奥巴尔德·彪姆（1794－1881）根据之前英国人威廉·哥登的理论，设计制造了一种新式长笛：这种长笛使用的是金属的材料，金属材料的使用使长笛更耐用，零件更容易在工厂中量產，金属长笛的音量也比传统木长笛大，更适合在大型音乐厅表演。此外还有锥形的上管和管体厚度、音孔直径、音孔之间的距离等一系列特定的规格，这些数据使得长笛的音准进一步得到提高，这种长笛的设计中最重要的就是被称为彪姆系统的按键结构。彪姆系统是一种多键联动的设计，按下一个音键，与之关联的另一键也会自动按下，这样使一个手指就能按下两个音孔。

## 性质

### 音域
长笛的音域为C4–C7，B3可以在特殊的笛尾上实现。

## 著名长笛演奏家
- 朗帕爾 (Jean-Pierre Rampal)
- 詹姆斯·高威（James Galway）
- 帕胡德（Emmanuel Pahud）
- 馬蒂厄·杜福爾（Mathieu Dufour）
- 安德列斯·布劳（英语：Andreas Blau）
- 上野星矢（Seiya Ueno）
- 文生盧卡（Vincent Lucas）